# 伊讷伊
伊讷伊（法語：Ineuil，法語發音：[inœj]）是法国谢尔省的一个市镇，属于圣阿芒蒙龙区。

## 地理
伊讷伊（46°46'36"N, 2°17'21"E）面积27.48 平方千米，位于法国中央-卢瓦尔河谷大区谢尔省，该省份为法国中部省份，北起卢瓦雷省，西接卢瓦-谢尔省和安德尔省，南至克勒兹省，东南接阿列省，东临涅夫勒省。
与伊讷伊接壤的市镇（或旧市镇、城区）包括：尚邦、伊德圣罗克、利涅尔、蒙卢伊、莫尔拉克、圣桑福里安、图谢。

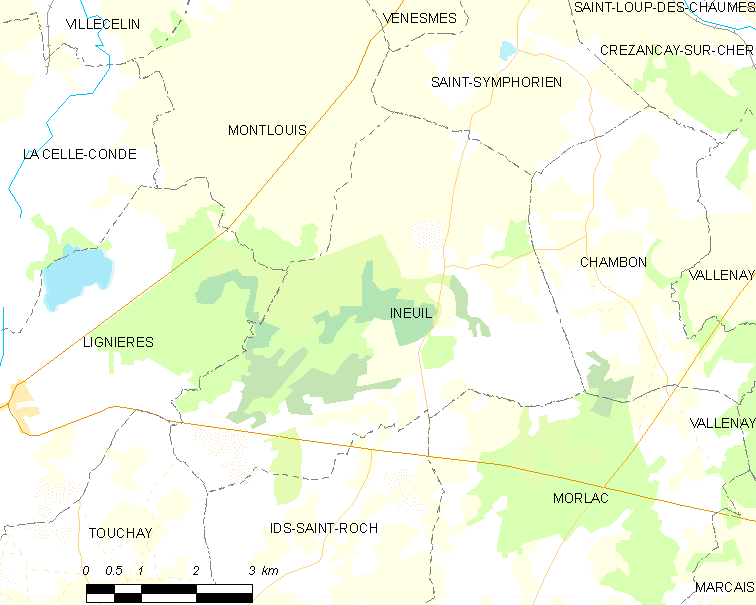
伊讷伊的OSM定位图

伊讷伊的时区为UTC+01:00、UTC+02:00（夏令时）。

## 行政
伊讷伊的邮政编码为18160，INSEE市镇编码为18114。

## 政治
伊讷伊所属的省级选区为沙托梅扬县。

## 人口

1962-2008年间伊讷伊人口变化图示

伊讷伊于2022年1月1日时的人口数量为216人。